# 330934 Natevanwey
330934 Natevanwey este o planetă minoră (asteroid) din centura de asteroizi. A fost descoperită pe 26 septembrie 2009 la  de Steve Cullen⁠(d). 
Obiectul prezintă o orbită caracterizată de o semiaxă mare de 2,6675663138751 UAi, o excentricitate de 0,13, o înclinație de 2,2 ° în raport cu ecliptica.